# Mahmud Sulaiman al-Maghribi
Mahmud Sulaiman al-Maghribi (arabisch محمود سليمان المغربي, DMG Maḥmud Sulaimān al-Maġribī, auch Sulayman; * 1935; † 17. Juli 2009 in Damaskus, Syrien) war vom 8. September 1969 bis zum 16. Januar 1970 Generalsekretär des Allgemeinen Volkskomitees in Libyen und somit Libyens Premierminister. Im März 1978 wurde in London ein Attentat auf ihn verübt.